# ...Pecché te voglio bene
...Pecché te voglio bene è un album discografico del cantante Mario Trevi pubblicato nel 1995 su musicassetta (MC A8) e compact disc (CD 392).

## Il disco
Il disco contiene brani inediti di Mario Trevi. Iniziate ad abbandonare le canzoni di cronaca e le sceneggiate alla fine degli anni settanta, Trevi ritorna a trattare il tema della canzone melodica, adattandosi alle nuove tematiche nascenti. Al genere musicale dominante dell'album fanno eccezione i brani Canario carcerato (brano scritto e musicato da Franco Barile e Vincenzo Emilio nel 1950), 'O scippatore e Rapina a mano armata (i quali rappresentano un tentativo di Trevi di rivalutare le canzoni di cronaca) e Mio caro Totò, omaggio dedicato all'attore napoletano Totò.
Gli arrangiamenti sono assegnati al M° Eduardo Alfieri.

## Tracce
1. ...Pecché te voglio bene (Brando-Cusano)
2. 'A tangente 'e ll'ammore (Di Pietro-Alfieri)
3. Canario carcerato (Barile-Emilio)
4. 'O scippatore (Di Pietro-Alfieri)
5. E tu addò stive (Capozzi-Selly)
6. Rapina a mano armata (Di Pietro-Alfieri)
7. Mio caro Totò (Brando-Cusano)
8. Nannarella (Langella-De Angelis)
9. Marito e moglie (Marotta)
10. Artista napoletano (Di Pietro-Alfieri)